# Scopula diffinaria
Scopula diffinaria là một loài bướm đêm trong họ Geometridae.